# Paolo Giordano (musicien)
Pour les articles homonymes, voir Giordano et Paolo Giordano.
Paolo Giordano (Pescara, 5 juillet 1962 – Pescara, 29 décembre 2021) est un musicien italien contemporain, guitariste dont le talent a été révélé au public lors d'une tournée en 1991-1992 avec Lucio Dalla, qui a dit de lui qu'il était « un des meilleurs guitaristes en Europe. »[réf. nécessaire]

## Biographie
Paolo Giordano commence à jouer de la guitare à l'âge de 14 ans. Il découvre des guitaristes tels que Leo Kottke et Ry Cooder, qui lui donnent envie de développer la technique du Finger Style à la guitare.
Au début des années 1990, il joue sur la même scène que des musiciens comme Michael Hedges, Alex De Grassi...
En 1994, Paolo Giordano sort son premier disque avec des invités comme Michael Manring, Patti Cathcart (Tuck & Patti)...
En 2001, il sort son deuxième album, toujours en compagnie de Michael Manring.

## Discographie
- Paolo Giordano, 1994
- Kid in a Toy Shop, 2001
- Have You Seen the Roses? 2008